# Каирская консерватория
Каирская консерватория (араб. معهد الكونسرفتوار‎; транслитерации : Ma’had el-Konservatwar, полное название: المعهد العالي للموسيقى" الكونسرفاتوار) — главное высшее учебное заведение музыкального профиля в Египте.
Наряду с шестью другими учебными заведениями Каирская консерватория является частью большого комплекса Академии искусств Египта (Akādīmīya al-Finūn).
Декан — доктор Инес Абдель Даим (Inès Abdel Daim).

## История
Основана в 1959 году и расположена в том же комплексе зданий, что и Институт кино и Высший институт театрального искусства (улица Харам, Гиза, Большой Каир), а Каирский симфонический оркестр базируется в здании Каирской оперы. Первым ректором Каирской консерватории стал Абу Бакр Хайрат (он же автор проекта здания консерватории). Позже её возглавляли Винченцо Карро (1963—1964), Ч. Нордио (Италия, 1964—1967) и И. Г. Беридзе (СССР, 1967—1972). Педагогический состав был интернационален, много преподавателей приехало из СССР, Югославии, Италии и других стран.
У Каирской консерватории были предшественники, но не следует путать с ней несколько других небольших учреждений с похожими названиями, например, консерватории Игнаца Тигермана и Йозефа Шульца, где обучали игре на фортепиано, скрипке и остальных инструментах.
Первый выпуск консерватории состоялся в 1963 году, бакалаврами искусств стали 9 студентов, из них 2 пианиста. С этого времени педагогический состав фортепианной секции стал пополняться выпускниками консерватории.
В 1968 году по примеру ЦМШ при Московской консерватории им. П. И. Чайковского при Каирской консерватории была открыта детская музыкальная школа.
В 1969 году Консерватория стала университетом, войдя в состав образованной Академии наук Египта.
В 1971 году в консерватории был открыт факультет композиции, ставший первым в арабском мире. Основателем и первым руководителем факультета выступил Гамаль Абдель-Рахим, преподававший в консерватории с 1959 года.
Первым деканом — этническим египтянином стала профессор-музыковед Самха Эль-Хола (1925—2006), преподававшая теорию музыки в консерватории с 1968 года и возглавившая консерваторию в 1972 году. С 1984 года консерваторией руководила профессор Нибаль Муниб (из первого выпуска консерватории), с 1991 по 1997 — Хассан Шарара, с 1997 по 2003 — профессор по классу фагота Фаузи Шами, а с 2003 года деканом стала профессор по классу флейты Инесс Абдель Дайм.

## Факультеты
- Фортепиано
- Струнные инструменты
- Духовые и ударные инструменты
- Композиторский
- Вокала
- Музыковедение
- Камерная музыка и фортепианный аккомпанемент

При консерватории организованы творческие коллективы:
- Симфонический оркестр Академии художеств
- Духовой оркестр
- Молодежный хор консерватории
- Детский хор консерватории
- Детский оркестр консерватории
- Струнный малый оркестр консерватории
- Группа камерной музыки

Для получения музыкального образования в консерваторию организован прием детей с 9 лет, вместе с музыкальным они получат и среднее образование. В консерватории есть магистратура и докторантура.

## Известные преподаватели
Самха Эль-Холи
Набила Эриан
Мохамед Абдельвахаб Абдельфаттах
Тамаз Гомелаури
Лоркович, Мелита

## Известные выпускники
Мона Гонейм (композитор)
Али Осман
Ахмед Бадр
Набила Эриан (певица)
Рамзи Ясса (пианист)
Мохамед Абдельвахаб Абдельфаттах
Махмуд Салех (виолончелист)
Инес Абдель-Дайем (флейта)